# Thomas Georgi (Politiker)
Thomas Georgi (* 20. Dezember 1962 in Luckenwalde) ist ein deutscher Arzt und Politiker (CDU).
Georgi legte 1981 das Abitur ab und studierte ab 1984 Medizin an der Humboldt-Universität zu Berlin. 1990 wurde er Assistenzarzt im Krankenhaus Prenzlauer Berg und anschließend Arzt für Allgemeinmedizin. 1993 ließ er sich in Berlin-Prenzlauer Berg als Praktischer Arzt nieder.
Im Zuge der politischen Wende in der DDR trat Georgi der CDU bei und wurde bei der Berliner Wahl 1990 in die Bezirksverordnetenversammlung im Bezirk Prenzlauer Berg gewählt. Bei der folgenden Wahl 1995 wurde er in das Abgeordnetenhaus von Berlin gewählt, dem er bis 1999 angehörte.